# Reichenbachbrücke

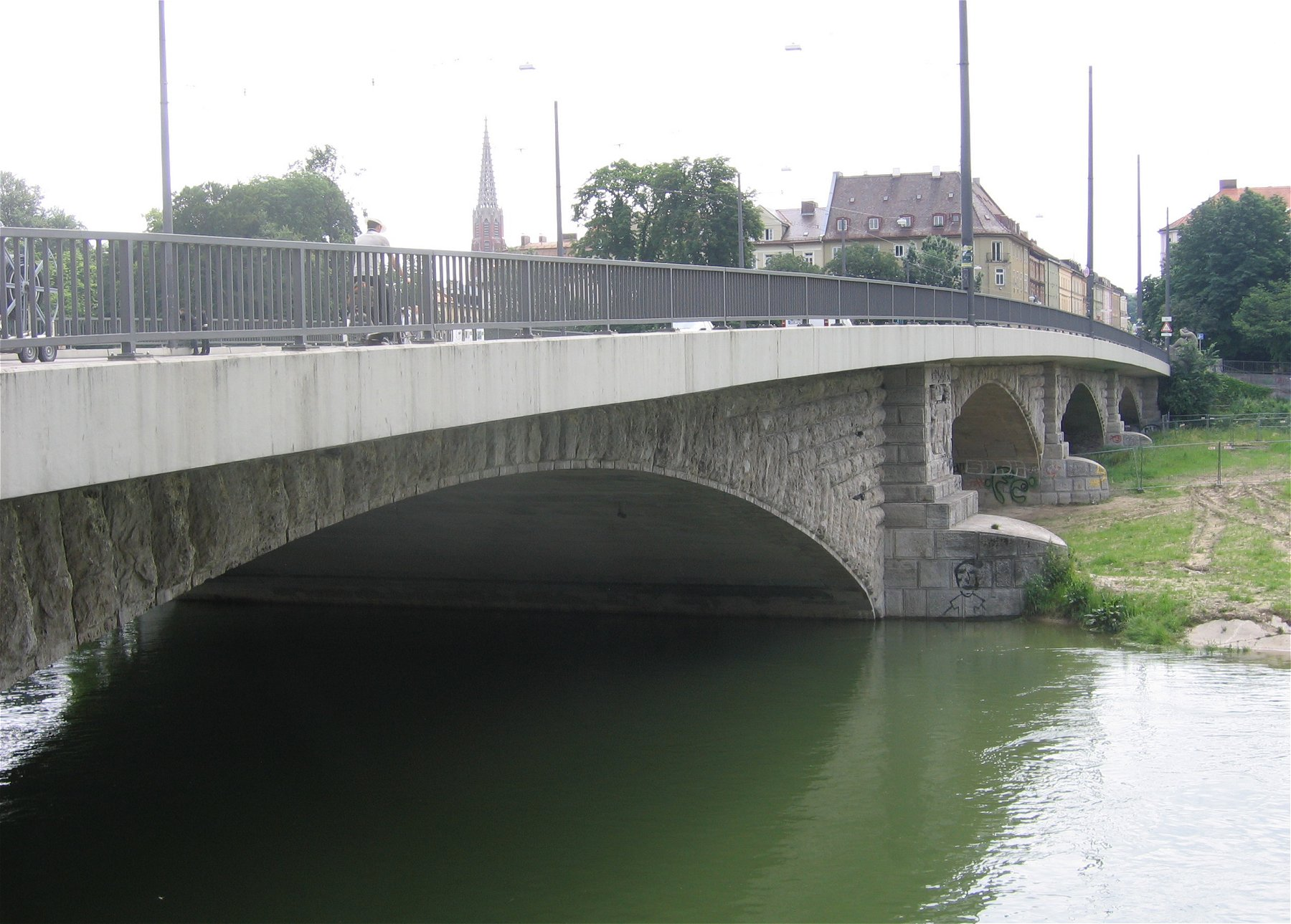
Reichenbachbrücke, im Hintergrund die Mariahilfkirche

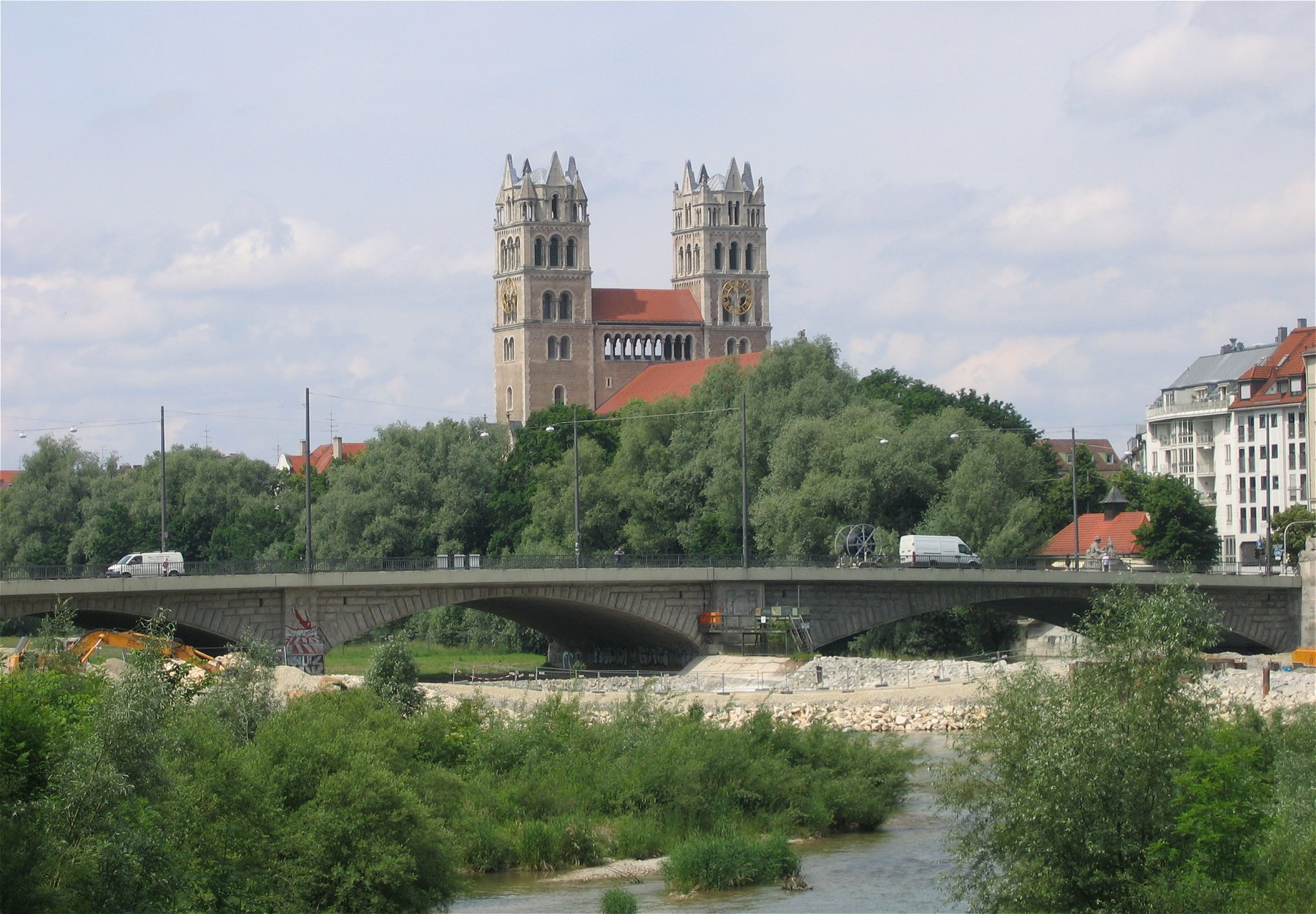
Reichenbachbrücke, im Hintergrund St. Maximilian

Die Reichenbachbrücke ist eine Bogenbrücke über die Isar in München und verbindet die Isarvorstadt links der Isar mit der Au rechts der Isar. Die Brücke wie auch die in nördlicher Richtung von ihr wegführende Reichenbachstraße sind benannt nach dem bayerischen Erfinder und Ingenieur Georg von Reichenbach.

## Geschichte

### Frühere Holzbrücken
Bereits im Jahre 1832 wurde vom damaligen Stadtbaurat Karl Muffat an der Stelle der heutigen Reichenbachbrücke eine Holzbrücke mit 15 Jochen errichtet, um die Vorstadt Au mit München zu verbinden. Nach dem Einsturz eines Jochs 1840 wurde 1842/43 ein von Muffat und dem Architekten Friedrich von Gärtner entworfener Neubau errichtet, der alle folgenden Hochwasser überstand, zum Erstaunen aller sogar das Jahrhunderthochwasser vom September 1899, dem die eiserne Bogenhausener Brücke und die Luitpoldbrücke zum Opfer fielen.

### Brückenbauprogramm
Die Holzbrücke wurde jedoch den Verkehrsanforderungen nicht mehr gerecht. Außerdem wurden die Wünsche der Bevölkerung nach einer direkten Brückenverbindung zwischen dem Mariahilfplatz im Zentrum der Au und der Innenstadt immer deutlicher. Die Stadt schrieb daher den Neubau der Reichenbach- wie auch der Corneliusbrücke aus. Den Zuschlag erhielt die schon mit dem Neubau der Luitpoldbrücke befasste Firma Sager & Woerner, die damals noch in  Aschaffenburg ansässig war.
Sager & Woerner unterbreitete der Stadt daraufhin ein Angebot, nicht nur die Luitpoldbrücke und die nun beauftragten weiteren zwei Brücken zu bauen, sondern darüber hinaus auch die Bogenhausener Brücke und die Wittelsbacherbrücke zu bauen. Diese insgesamt fünf Brücken könnten preisgünstig ausgeführt werden, da sie weitgehend einem Modell entsprächen und alle Geräte schon vor Ort seien. Die aufwendigen Lehrgerüste könnten mehrfach verwendet und die mit der Aufgabe vertraute Arbeiterschaft laufend beschäftigt werden. Auch die zur Aufrechterhaltung des Verkehrs erforderlichen Notbrücken könnten wiederholt eingesetzt werden. Sager & Woerner boten außerdem noch an, die zu enge Maximiliansbrücke zu erweitern oder neu zu bauen. Dieses Angebot stieß auf heftige Gegenwehr Münchner Bau- und Transportunternehmer, die um ihre Verdienstmöglichkeiten fürchteten, und auf Bedenken seitens der Stadt wegen der großen finanziellen Belastung. Dennoch erteilte die Stadt am 18. Juli 1901 den Auftrag, außer der Reichenbach- und der Corneliusbrücke auch die Bogenhausener, die Maximilians- und die Wittelsbacherbrücke zu bauen. Die alte Wittelsbacher Eisenbrücke sollte nach Thalkirchen versetzt werden. Zur Bedingung wurde gemacht, dass Sager & Woerner ihren Firmensitz nach München verlegte, überwiegend Münchner Arbeiter beschäftigte und Münchner Nachunternehmer einsetzte.

### Betonbrücke
Der Bau der neuen Brücke begann im Sommer 1902. Da sie genau an derselben Stelle wie die alte entstehen sollte, der Verkehr über die Isar aber aufrechterhalten werden musste, wurde die alte Holzbrücke 25 m nach Süden verschoben. In 1 Stunde und 40 Minuten zog man die Holzbrücke auf 14 cm dicken Eisenkugeln auf leicht abschüssigen Gleitbahnen an ihren neuen Standort.
Die Gestaltung der mit Muschelkalksteinen verkleideten Betonbrücke übernahm Friedrich von Thiersch, die Konstruktion und den Bau die Firma Sager & Woerner. Die Brücke wurde am 17. Juli 1903 dem Verkehr übergeben, anschließend wurden die Wappen der Stadt München und des Landes Bayern sowie die Reliefs an den Pfeilern angebracht.

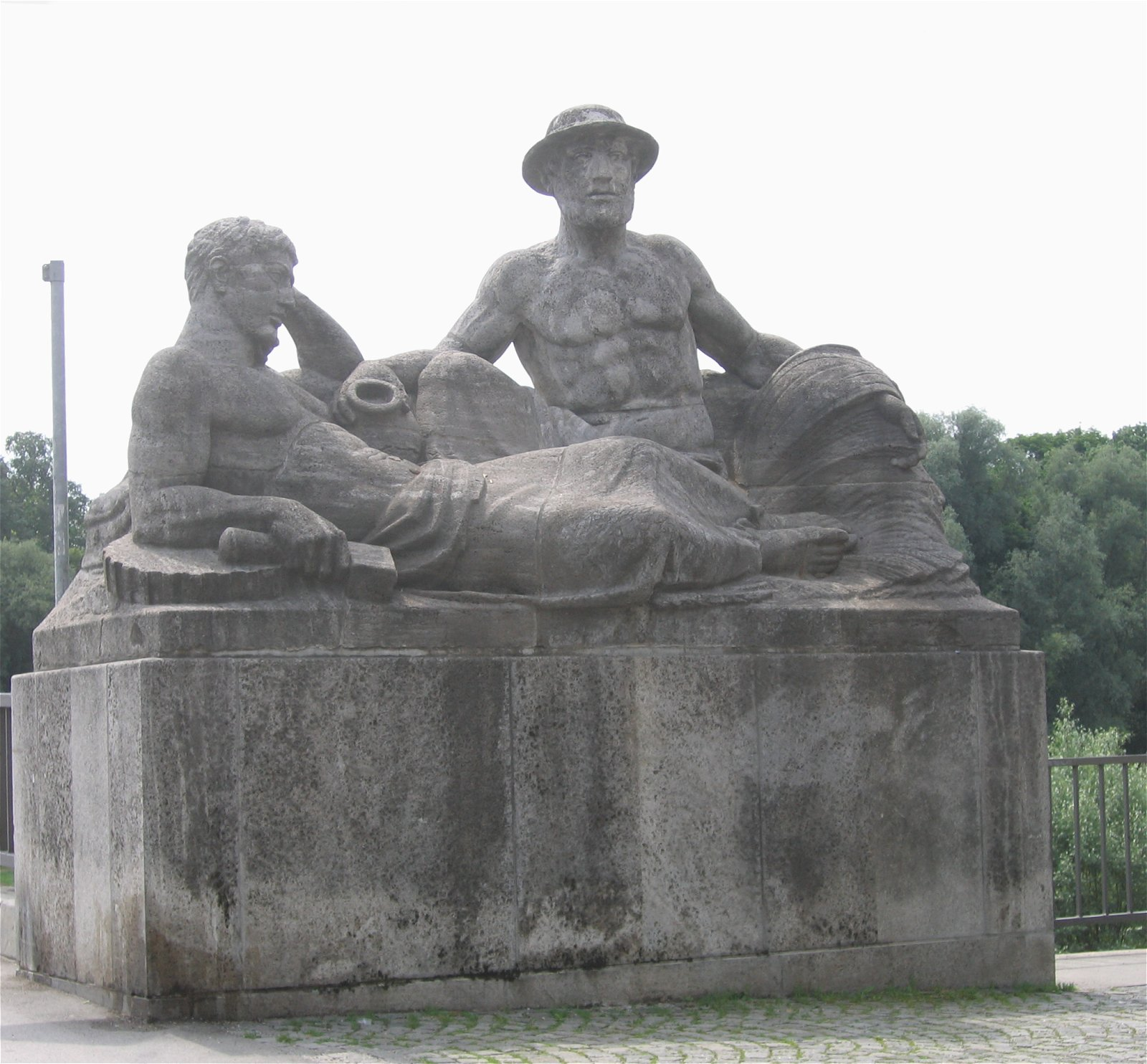
Skulptur im Südwesten

Zur künstlerischen Gestaltung der Brückenpfeiler fand im Jahr 1920 ein Wettbewerb statt, für welchen 174 Entwürfe eingereicht wurden. So wurde der steinerne Schmuck erst im Jahr 1925 angebracht bzw. aufgestellt.
Bei Sanierungen und -Verbreiterungen im Jahr 1964 wurde die ursprüngliche Brückenform vereinfacht. 2000 wurde sie erneut saniert.
Am 11. Januar 2011 fanden Bauarbeiter eine Fliegerbombe aus dem Zweiten Weltkrieg (125 kg) unterhalb der Brücke; sie konnte ohne Gefahren entschärft und in sicherer Umgebung gesprengt werden.

## Technische Daten
Die Brücke ist insgesamt 135 m lang. Ihre vier flachen, aus Stampfbeton bestehenden Dreigelenkbögen haben Spannweiten von 44 m, 28 m, 27 m und 26 m. Die Gelenke im längsten Bogen sind aus Stahl, die der anderen aus Blei. Der längste Bogen überspannt das normale Flussbett, die drei anderen überspannten vor den Renaturierungsmaßnahmen das Hochwasserbett. Bei der Sanierung 1964 wurden die Fahrbahntafel und die Unterkonstruktion abgebrochen und durch eine Stahlbetonunterkonstruktion, eine Schutzbetonschicht, eine Abdichtung und Stahlbetonfertigteilplatten für die auf 24 m verbreiterte Fahrbahntafel ersetzt. Die Natursteinverkleidung aus Muschelkalkquadern konnte erhalten werden. Gleichzeitig wurde der Rad- und Fußwegtunnel auf der Auer Uferseite saniert. Die Brücke hat eine Tragfähigkeit von 60 t.
Die Wittelsbacherbrücke hat die gleichen Maße (genau dieselben Spannweiten), da nach dem Bau der Reichenbachbrücke dieselben Lehrgerüste dort Verwendung fanden, um die Baukosten möglichst gering zu halten.